# Movimento Tea Party

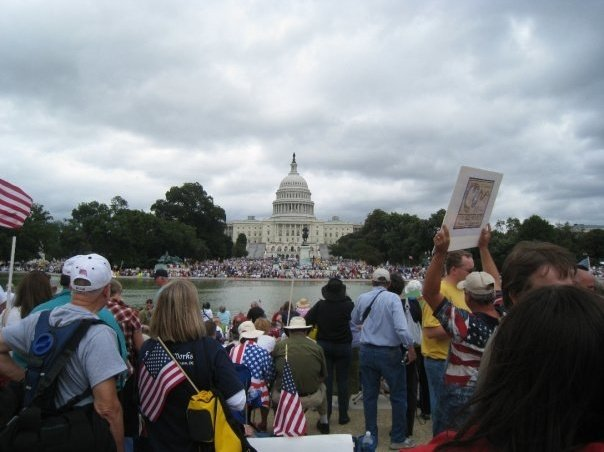
Um protesto do Tea Party diante do Capitólio dos EUA e do National Mall, em Washington, D.C., em 12 de setembro de 2009

O movimento Tea Party (em inglês:  Tea Party movement), também referido como Festa do Chá, é um movimento social e político dos Estados Unidos. Trata-se da ala radical do Partido Republicano, que vem sendo descrita como um misto de libertarianismo, populismo, conservadorismo e ultradireitismo. Este grupo político não é considerado um partido em si, apesar de contar com a adesão de boa parte dos republicanos.
O movimento surgiu a partir de uma série de protestos coordenados, tanto no nível local como nacional, que se realizaram a partir do início de 2009. Os protestos foram, em parte, motivados por diversas leis federais, como o plano de resgate econômico de 2008, a Lei de Recuperação e Reinvestimento dos Estados Unidos de 2009 e a Lei de Proteção ao Paciente e Assistência Médica Acessível (reforma do sistema de saúde proposta por Barack Obama, popularmente conhecida como "Obamacare"). O movimento defende uma política fiscal conservadora e o originalismo, isto é, a interpretação do texto constitucional segundo o seu significado à época em que foi adotado. De acordo com diversas pesquisas de opinião, cerca de 10% dos norte-americanos consideram-se parte do movimento.

## Origem e referências

A Bandeira de Gadsden é usada pelo movimento

O nome de "Tea Party" é uma referência à Festa do Chá de Boston (Boston Tea Party, em inglês), uma ação direta dos colonos americanos de Boston em 1773, contra o governo britânico que detinha o monopólio do chá que entrava nas colônias. No porto de Boston, um grupo de colonos abordou os navios carregados de chá e atirou a carga às águas, em protesto contra o monopólio e o imposto sobre o chá, que consideravam abusivo.
Segundo o pesquisador Scott Rasmussen, as operações de bailout de instituições financeiras em dificuldades, durante as administrações Bush e Obama, foram o motivo da ascensão do Tea Party. Para Rasmussen, a ira do  movimento se concentra em dois pontos: "Eles acreditam que a despesa, o défice e os impostos federais são muito altos, e acham que ninguém em Washington, D.C. os está ouvindo — e que este último ponto é muito, muito importante."
O movimento não tem uma liderança central e resulta da adesão informal de grupos locais menores. Cerca de 30% dos americanos apoiam o Tea Party[carece de fontes?] e suas opiniões coincidem, em linhas gerais, com as dos eleitores republicanos, de acordo com a análise de pesquisas feitas em março, maio e junho de 2010.[carece de fontes?] As principais propostas do movimento incluem a redução do tamanho do governo, a diminuição de impostos, do desperdício, da dívida pública e do défice do orçamento federal, além do retorno à interpretação original da Constituição dos Estados Unidos.

## Relacionamento com outros movimentos sociais
Pesquisas de opinião afirmam que 55% da população apoiam tanto o Tea Party como o Occupy Wall Street. Muitos dos fundadores do Tea Party também começaram a participar de manifestações do movimento congênere e ambos os protestos são considerados por especialistas como desafiadores do status quo,[carece de fontes?] além de serem tratados por Wall Street como movimentos populistas. Apesar de ambos serem apartidários, os seus participantes apoiam a criação de uma terceira frente política em eleições. Esses movimentos sociais têm em comum o fato de se apoiarem no uso das redes sociais, se apropriaram mutuamente de suas táticas, lutam em busca de um propósito para suas vidas, não têm nenhuma doutrina ou proposta definida, lutarem contra as grandes corporações, lobistas, o retorno de decretos de estado de sítio, Ben Bernanke, Capitalismo de Estado, os salvamentos financeiros o congresso, o Banco Central, e apoiam Ron Paul. Similaridades desses dois movimentos de massas foram apontadas pelos próprios líderes do Tea Party, Barack Obama e Joe Biden. Além disso, ambos os protestos são contra o governo de Obama. Inclusive um dos lemas em comum entre o OWS e o Tea Party é "Os bancos estão salvos e nós estamos esgotados".